# Clausia antiqua
Clausia antiqua – gatunek widłonoga z rodziny Clausiidae. Nazwa naukowa tego gatunku skorupiaków została opublikowana w 2001 roku przez koreańskiego profesora zoologii Il-Hoi Kima.